# Claire Chevallier
Pour les articles homonymes, voir Chevallier.
Claire Chevallier (née en 1969) est une pianiste franco-belge également spécialiste du fortepiano.

## Biographie
Elle étudie le piano aux Conservatoires de Nancy et de Strasbourg (classe d'Hélène Boschi) puis avec Bruno Rigutto à Paris. Elle poursuit ensuite sa formation au Conservatoire royal de Bruxelles auprès de Jean-Claude Vanden Eynden et Guy Van Waas. Elle obtient un premier prix de piano et de musique de chambre.
C'est lors d'une masterclasse donnée par Jos van Immerseel qu'elle est fascinée par le fortepiano et s'intéresse dès lors, comme musicienne et comme chercheuse, aux contextes historiques des instruments et à leur évolution technique.
Depuis 2004 elle enseigne le fortepiano au Conservatoire royal de Bruxelles. Depuis 2007, elle est membre du Jury du Concours international de fortepiano organisé par le Festival Musica Antiqua de Bruges. Elle fait également partie du jury du 1er Concours international Frédéric Chopin sur instruments d'époque.
Claire Chevallier a également constitué une collection de pianos Érard datant de la période 1842-1920.

## Enregistrements
Claire Chevallier a notamment enregistré sur piano Érard d'époque des œuvres pour deux pianos de Franck, Saint-Saens et Poulenc (avec Jos van Immerseel). Elle a également enregistré Les tableaux d'une exposition de Moussorgski et le concerto pour la main gauche de Ravel (avec l'orchestre Anima Eterna de Bruges). C'est aussi sur un piano Érard qu'elle joue les deux Légendes de Saint François de Liszt enregistrés sur l'album Fever (La dolce volta/Harmonia Mundi).